# The Beau Hunks
The Beau Hunks is een Nederlands muziekensemble dat vooral werken speelt uit de jaren dertig van de twintigste eeuw van Amerikaanse componisten als Leroy Shield, Marvin Hatley, Raymond Scott, Edward McDowell en Ferde Grofé. Wanneer men geen bladmuziek kon traceren, heeft men ze zelf geschreven op basis van originele filmtracks. 
Het muziekgezelschap heeft in de loop der tijd verschillende samenstellingen gekend, afhankelijk van het project waaraan gewerkt werd: The Beau Hunks Sextette, The Beau Hunks Saxophone Soctette, The Beau Hunks Saxophone Quartet en The Beau Hunks Orchestra. Het ensemble bracht cd's uit onder (onder meer) het label EigenWijs (van de VPRO).
The Beau Hunks werd opgericht door Piet Schreuders en Gert-Jan Blom. Blom is platenproducent, speelt contrabas en is de leider van de band. Op drums speelt Louis Debij.

## Discografie
The Beau Hunks Orchestra:
- The Beau Hunks Play the Original Laurel & Hardy Music, Vol. 1 (Movies Select Audio, 1992; Basta 1995)
- The Beau Hunks Play the Original Laurel & Hardy Music, Vol. 2 (Movies Select Audio, 1993; Basta 1995)
- Gangway Charlie (Movies Select Audio, 1993)
- The Beau Hunks Play the Little Rascals Music (Koch Screen, 1995)
- On to the Show: The Beau Hunks Play More Little Rascals Music (Basta, 1995)
- Edward McDowell's Woodland Sketches (Basta, 1997)
- Modern American Music of Ferde Grofé (Basta, 1998)

The Beau Hunks Sextette:
- Celebration on the Planet Mars: A Tribute to Raymond Scott (EigenWijs, 1994, onder de naam The Wooden Indians; 1996, Basta, as The Beau Hunks Sextette )
- Manhattan Minuet: The Music of Raymond Scott (Basta, 1996)

The Beau Hunks Saxophone Soctette:
- The Beau Hunks Saxophone Soctette (Basta, 1998)
- Contrasts (Basta, 2003)

The Beau Hunks Saxophone Quartet:
- Styles and Chuckles (Basta, 2010)

The Beau Hunks met het Metropole Orkest:
- Leroy Shield's Our Relations: The Lost Laurel & Hardy Music (Basta, 2000)
- Raymond Scott: The Chesterfield Arrangements, 1937-38 (Basta, 1999)

Al Gallodoro met The Beau Hunks:
- Out of Nowhere (Basta, 1999)

Ronald Jansen Heijtmajer met The Beau Hunks:
- Fingerbustin': Novelty & Swing for the Saxophone (EigenWijs, 1995; Basta 1996)